# Svjetsko prvenstvo u rukometu – Hrvatska 2009., drugi krug
Svjetsko prvenstvo u rukometu – Hrvatska 2009., drugi krug natjecanja

### Skupina I (Zagreb)
|    | Reprezentacija | Bod. | Ut. | Pob. | N. | Por. | Pos. | Pri. | RP  |
| -- | -------------- | ---- | --- | ---- | -- | ---- | ---- | ---- | --- |
| 1. | Hrvatska       | 10   | 5   | 5    | 0  | 0    | 137  | 118  | +19 |
| 2. | Francuska      | 8    | 5   | 4    | 0  | 1    | 139  | 112  | +27 |
| 3. | Mađarska       | 5    | 5   | 2    | 1  | 2    | 126  | 134  | -8  |
| 4. | Švedska        | 4    | 5   | 2    | 0  | 3    | 135  | 140  | -4  |
| 5. | Slovačka       | 3    | 5   | 1    | 1  | 3    | 124  | 137  | -13 |
| 6. | Južna Koreja   | 0    | 5   | 0    | 0  | 5    | 119  | 139  | -20 |

| 24. siječnja 2009. 16:30 |             |              |                                                                    |
| Slovačka                 | 23:20       | Južna Koreja | Arena Zagreb, Zagreb Broj gledatelja: 3,000 Sudac: Gjeding, Hansen |
| Šulc 6                   | (Izvještaj) | Lee 8        | Arena Zagreb, Zagreb Broj gledatelja: 3,000 Sudac: Gjeding, Hansen |

| 24. siječnja 2009. 18:30 |             |             |                                                                     |
| Francuska                | 28:21       | Švedska     | Arena Zagreb, Zagreb Broj gledatelja: 13,000 Sudac: Baum, Goralczyk |
| Guigou, Karabatić 7      | (Izvještaj) | Andersson 5 | Arena Zagreb, Zagreb Broj gledatelja: 13,000 Sudac: Baum, Goralczyk |

| 24. siječnja 2009. 20:30 |             |          |                                                                      |
| Mađarska                 | 22:27       | Hrvatska | Arena Zagreb, Zagreb Broj gledatelja: 15,000 Sudac: Olesen, Pedersen |
| Nagy 6                   | (Izvještaj) | Čupić 6  | Arena Zagreb, Zagreb Broj gledatelja: 15,000 Sudac: Olesen, Pedersen |

| 25. siječnja 2009. 16:30 |             |          |                                                                   |
| Švedska                  | 30:31       | Mađarska | Arena Zagreb, Zagreb Broj gledatelja: 4,000 Sudac: Lemme, Ullrich |
| Källman 8                | (Izvještaj) | Ilyés 8  | Arena Zagreb, Zagreb Broj gledatelja: 4,000 Sudac: Lemme, Ullrich |

| 25. siječnja 2009. 18:30 |             |                 |                                                                      |
| Južna Koreja             | 21:30       | Francuska       | Arena Zagreb, Zagreb Broj gledatelja: 10,000 Sudac: Olesen, Pedersen |
| Oh 5                     | (Izvještaj) | Abalo, Guigou 5 | Arena Zagreb, Zagreb Broj gledatelja: 10,000 Sudac: Olesen, Pedersen |

| 25. siječnja 2009. 20:30 |             |          |                                                                    |
| Hrvatska                 | 31:25       | Slovačka | Arena Zagreb, Zagreb Broj gledatelja: 15,000 Sudac: Gousko, Repkin |
| Hrvatin 6                | (Izvještaj) | Šulc 7   | Arena Zagreb, Zagreb Broj gledatelja: 15,000 Sudac: Gousko, Repkin |

| 27. siječnja 2009. 16:30 |             |              |                                                                 |
| Mađarska                 | 28:27       | Južna Koreja | Arena Zagreb, Zagreb Broj gledatelja: 800 Sudac: Gousko, Repkin |
| Császár 8                | (Izvještaj) | Lee 7        | Arena Zagreb, Zagreb Broj gledatelja: 800 Sudac: Gousko, Repkin |

| 27. siječnja 2009. 18:30 |             |          |                                                                     |
| Slovačka                 | 26:27       | Švedska  | Arena Zagreb, Zagreb Broj gledatelja: 10,000 Sudac: Gjeding, Hansen |
| Kukučka 9                | (Izvještaj) | Doder 11 | Arena Zagreb, Zagreb Broj gledatelja: 10,000 Sudac: Gjeding, Hansen |

| 27. siječnja 2009. 20:30 |             |          |                                                                     |
| Francuska                | 19:22       | Hrvatska | Arena Zagreb, Zagreb Broj gledatelja: 15,000 Sudac: Baum, Goralczyk |
| Junillon 5               | (Izvještaj) | Vori 8   | Arena Zagreb, Zagreb Broj gledatelja: 15,000 Sudac: Baum, Goralczyk |

### Skupina II (Zadar)
|    | Reprezentacija      | Bod. | Ut. | Pob. | N. | Por. | Pos. | Pri. | RP  |
| -- | ------------------- | ---- | --- | ---- | -- | ---- | ---- | ---- | --- |
| 1. | Danska              | 8    | 5   | 4    | 0  | 1    | 124  | 117  | +7  |
| 2. | Poljska             | 6    | 5   | 3    | 0  | 2    | 150  | 141  | +9  |
| 3. | Njemačka            | 5    | 5   | 2    | 1  | 2    | 147  | 133  | +14 |
| 4. | Srbija              | 5    | 5   | 2    | 1  | 2    | 153  | 161  | -8  |
| 5. | Norveška            | 4    | 5   | 2    | 0  | 3    | 138  | 141  | -3  |
| 6. | Sjeverna Makedonija | 2    | 5   | 1    | 0  | 4    | 132  | 155  | -23 |

| 24. siječnja 2009. 15:30 |             |            |                                                                                |
| Makedonija               | 27:29       | Norveška   | Dvorana Krešimira Ćosića, Zadar Broj gledatelja: 2,000 Sudac: Cocador, Nicolau |
| K. Lazarov 9             | (Izvještaj) | Tvedten 10 | Dvorana Krešimira Ćosića, Zadar Broj gledatelja: 2,000 Sudac: Cocador, Nicolau |

| 24. siječnja 2009. 17:30 |             |             |                                                                               |
| Njemačka                 | 35:35       | Srbija      | Dvorana Krešimira Ćosića, Zadar Broj gledatelja: 4,500 Sudac: Lazaar, Reveret |
| Jansen 10                | (Izvještaj) | Bojinović 8 | Dvorana Krešimira Ćosića, Zadar Broj gledatelja: 4,500 Sudac: Lazaar, Reveret |

| 24. siječnja 2009. 20:15 |             |          |                                                                         |
| Poljska                  | 32:28       | Danska   | Dvorana Krešimira Ćosića, Zadar Broj gledatelja: 1,500 Sudac: Din, Dinu |
| Kuchczyński 9            | (Izvještaj) | Boesen 6 | Dvorana Krešimira Ćosića, Zadar Broj gledatelja: 1,500 Sudac: Din, Dinu |

| 25. siječnja 2009. 15:30 |             |               |                                                                                |
| Srbija                   | 23:35       | Poljska       | Dvorana Krešimira Ćosića, Zadar Broj gledatelja: 2,000 Sudac: Cocador, Nicolau |
| Ilić 6                   | (Izvještaj) | Tłuczyński 11 | Dvorana Krešimira Ćosića, Zadar Broj gledatelja: 2,000 Sudac: Cocador, Nicolau |

| 25. siječnja 2009. 17:30 |             |            |                                                                              |
| Norveška                 | 25:24       | Njemačka   | Dvorana Krešimira Ćosića, Zadar Broj gledatelja: 2,500 Sudac: Krstič, Ljubič |
| Kjelling, Tvedten 7      | (Izvještaj) | Glandorf 6 | Dvorana Krešimira Ćosića, Zadar Broj gledatelja: 2,500 Sudac: Krstič, Ljubič |

| 25. siječnja 2009. 20:15 |             |                     |                                                                               |
| Danska                   | 32:24       | Sjeverna Makedonija | Dvorana Krešimira Ćosića, Zadar Broj gledatelja: 5,500 Sudac: Lazaar, Reveret |
| Christiansen 8           | (Izvještaj) | K. Lazarov 8        | Dvorana Krešimira Ćosića, Zadar Broj gledatelja: 5,500 Sudac: Lazaar, Reveret |

| 27. siječnja 2009. 15:30 |             |        |                                                                              |
| Makedonija               | 28:32       | Srbija | Dvorana Krešimira Ćosića, Zadar Broj gledatelja: 3,500 Sudac: Krstič, Ljubič |
| K. Lazarov 7             | (Izvještaj) | Ilić 8 | Dvorana Krešimira Ćosića, Zadar Broj gledatelja: 3,500 Sudac: Krstič, Ljubič |

| 27. siječnja 2009. 17:30 |             |            |                                                                         |
| Njemačka                 | 25:27       | Danska     | Dvorana Krešimira Ćosića, Zadar Broj gledatelja: 3,000 Sudac: Din, Dinu |
| Preiss 7                 | (Izvještaj) | Lindberg 6 | Dvorana Krešimira Ćosića, Zadar Broj gledatelja: 3,000 Sudac: Din, Dinu |

| 27. siječnja 2009. 20:15 |             |            |                                                                               |
| Poljska                  | 31:30       | Norveška   | Dvorana Krešimira Ćosića, Zadar Broj gledatelja: 2,500 Sudac: Lazaar, Reveret |
| Bielecki 5               | (Izvještaj) | Kjelling 8 | Dvorana Krešimira Ćosića, Zadar Broj gledatelja: 2,500 Sudac: Lazaar, Reveret |

### Skupina PC-I (Pula)
|    | Reprezentacija | Bod. | Ut. | Pob. | N. | Por. | Pos. | Pri. | RP   |
| -- | -------------- | ---- | --- | ---- | -- | ---- | ---- | ---- | ---- |
| 1. | Španjolska     | 10   | 5   | 5    | 0  | 0    | 205  | 98   | +107 |
| 2. | Rumunjska      | 8    | 5   | 4    | 0  | 1    | 175  | 141  | +34  |
| 3. | Argentina      | 6    | 5   | 3    | 0  | 2    | 137  | 125  | +12  |
| 4. | Kuba           | 4    | 5   | 2    | 0  | 3    | 124  | 154  | -30  |
| 5. | Kuvajt         | 2    | 5   | 1    | 0  | 4    | 119  | 157  | -38  |
| 6. | Australija     | 0    | 5   | 0    | 0  | 5    | 87   | 172  | -85  |

| 24. siječnja 2009. 15:00 |             |              |                                                                           |
| Argentina                | 26:25       | Kuvajt       | Dom sportova „Mate Parlov”, Pula Broj gledatelja: 500 Sudac: Opava, Valek |
| Migueles 5               | (Izvještaj) | Abdulredha 6 | Dom sportova „Mate Parlov”, Pula Broj gledatelja: 500 Sudac: Opava, Valek |

| 24. siječnja 2009. 17:00 |             |            |                                                                                    |
| Australija               | 10:42       | Španjolska | Dom sportova „Mate Parlov”, Pula Broj gledatelja: 1,200 Sudac: Elmoamli, Šaban Ali |
| Fletcher, Subotić 3      | (Izvještaj) | Ugalde 9   | Dom sportova „Mate Parlov”, Pula Broj gledatelja: 1,200 Sudac: Elmoamli, Šaban Ali |

| 24. siječnja 2009. 19:00 |             |                           |                                                                              |
| Rumunjska                | 39:28       | Kuba                      | Dom sportova „Mate Parlov”, Pula Broj gledatelja: 400 Sudac: Nilson, Rogerio |
| Ghionea 12               | (Izvještaj) | Turino Noa, Carol Marzo 6 | Dom sportova „Mate Parlov”, Pula Broj gledatelja: 400 Sudac: Nilson, Rogerio |

| 25. siječnja 2009. 15:00 |             |             |                                                                                    |
| Španjolska               | 31:19       | Argentina   | Dom sportova „Mate Parlov”, Pula Broj gledatelja: 1,600 Sudac: Elmoamli, Šaban Ali |
| García 6                 | (Izvještaj) | Viscovich 5 | Dom sportova „Mate Parlov”, Pula Broj gledatelja: 1,600 Sudac: Elmoamli, Šaban Ali |

| 25. siječnja 2009. 17:00   |             |           |                                                                                |
| Kuvajt                     | 27:34       | Rumunjska | Dom sportova „Mate Parlov”, Pula Broj gledatelja: 1,000 Sudac: Nilson, Rogerio |
| Al-Qallaf, Al-Gharaballi 5 | (Izvještaj) | Ghionea 8 | Dom sportova „Mate Parlov”, Pula Broj gledatelja: 1,000 Sudac: Nilson, Rogerio |

| 25. siječnja 2009. 19:00 |             |            |                                                                                |
| Kuba                     | 27:17       | Australija | Dom sportova „Mate Parlov”, Pula Broj gledatelja: 500 Sudac: Gubica, Milošević |
| Diaz de Armas 5          | (Izvještaj) | Fletcher 6 | Dom sportova „Mate Parlov”, Pula Broj gledatelja: 500 Sudac: Gubica, Milošević |

| 26. siječnja 2009. 15:00 |             |                |                                                                              |
| Australija               | 24:27       | Kuvajt         | Dom sportova „Mate Parlov”, Pula Broj gledatelja: 200 Sudac: Nilson, Rogerio |
| Blondell 7               | (Izvještaj) | F. Al-Šamari 7 | Dom sportova „Mate Parlov”, Pula Broj gledatelja: 200 Sudac: Nilson, Rogerio |

| 26. siječnja 2009. 17:00 |             |               |                                                                                  |
| Argentina                | 30:23       | Kuba          | Dom sportova „Mate Parlov”, Pula Broj gledatelja: 500 Sudac: Elmoamli, Šaban Ali |
| Pizarro 8                | (Izvještaj) | Carol Marzo 6 | Dom sportova „Mate Parlov”, Pula Broj gledatelja: 500 Sudac: Elmoamli, Šaban Ali |

| 26. siječnja 2009. 19:00 |             |            |                                                                                      |
| Rumunjska                | 32:40       | Španjolska | Dom sportova „Mate Parlov”, Pula Broj gledatelja: 2,500 Sudac: Stanojević, Višekruna |
| Ghionea 7                | (Izvještaj) | Ugalde 9   | Dom sportova „Mate Parlov”, Pula Broj gledatelja: 2,500 Sudac: Stanojević, Višekruna |

### Skupina PC-II (Poreč)
|    | Reprezentacija    | Bod. | Ut. | Pob. | N. | Por. | Pos. | Pri. | RP  |
| -- | ----------------- | ---- | --- | ---- | -- | ---- | ---- | ---- | --- |
| 1. | Egipat            | 8    | 5   | 4    | 0  | 1    | 135  | 125  | +10 |
| 2. | Rusija            | 8    | 5   | 4    | 0  | 1    | 151  | 127  | +24 |
| 3. | Tunis             | 6    | 5   | 3    | 0  | 2    | 159  | 146  | +13 |
| 4. | Alžir             | 6    | 5   | 3    | 0  | 2    | 140  | 142  | -2  |
| 5. | Brazil            | 2    | 5   | 1    | 0  | 4    | 131  | 137  | -6  |
| 6. | Saudijska Arabija | 0    | 5   | 0    | 0  | 5    | 105  | 144  | -39 |

| 24. siječnja 2009. 16:00 |             |                   |                                                                             |
| Tunis                    | 28:21       | Saudijska Arabija | Športska dvorana Žatika, Poreč Broj gledatelja: 300 Sudac: Gatelis, Mazeika |
| Ayed 5                   | (Izvještaj) | Al-Harbi 5        | Športska dvorana Žatika, Poreč Broj gledatelja: 300 Sudac: Gatelis, Mazeika |

| 24. siječnja 2009. 18:00 |             |           |                                                                                  |
| Alžir                    | 28:22       | Egipat    | Športska dvorana Žatika, Poreč Broj gledatelja: 300 Sudac: Stanojević, Višekruna |
| Berriah 7                | (Izvještaj) | Hussein 6 | Športska dvorana Žatika, Poreč Broj gledatelja: 300 Sudac: Stanojević, Višekruna |

| 24. siječnja 2009. 20:00 |             |                  |                                                                              |
| Rusija                   | 25:22       | Brazil           | Športska dvorana Žatika, Poreč Broj gledatelja: 300 Sudac: Gubica, Milošević |
| Dibirov 7                | (Izvještaj) | Gaeta, Ribeiro 4 | Športska dvorana Žatika, Poreč Broj gledatelja: 300 Sudac: Gubica, Milošević |

| 25. siječnja 2009. 16:00 |             |        |                                                                                    |
| Egipat                   | 31:30       | Tunis  | Športska dvorana Žatika, Poreč Broj gledatelja: 1,000 Sudac: Stanojević, Višekruna |
| El-Ahmar 11              | (Izvještaj) | Ayed 9 | Športska dvorana Žatika, Poreč Broj gledatelja: 1,000 Sudac: Stanojević, Višekruna |

| 25. siječnja 2009. 18:00 |             |               |                                                                           |
| Saudijska Arabija        | 15:34       | Rusija        | Športska dvorana Žatika, Poreč Broj gledatelja: 1,000 Sudac: Opava, Valek |
| Al-Abdulali 4            | (Izvještaj) | Černoivanov 8 | Športska dvorana Žatika, Poreč Broj gledatelja: 1,000 Sudac: Opava, Valek |

| 25. siječnja 2009. 20:00 |             |            |                                                                             |
| Brazil                   | 28:29       | Alžir      | Športska dvorana Žatika, Poreč Broj gledatelja: 500 Sudac: Gatelis, Mazeika |
| Ribeiro, Ferreira 8      | (Izvještaj) | Boudrali 5 | Športska dvorana Žatika, Poreč Broj gledatelja: 500 Sudac: Gatelis, Mazeika |

| 26. siječnja 2009. 16:00 |             |                   |                                                                              |
| Alžir                    | 30:27       | Saudijska Arabija | Športska dvorana Žatika, Poreč Broj gledatelja: 500 Sudac: Gubica, Milošević |
| Soudani 8                | (Izvještaj) | B. Al-Harbi 13    | Športska dvorana Žatika, Poreč Broj gledatelja: 500 Sudac: Gubica, Milošević |

| 26. siječnja 2009. 18:00 |             |                     |                                                                             |
| Tunis                    | 34:33       | Brazil              | Športska dvorana Žatika, Poreč Broj gledatelja: 500 Sudac: Gatelis, Mazeika |
| Touati 6                 | (Izvještaj) | Ribeiro, Ferreira 9 | Športska dvorana Žatika, Poreč Broj gledatelja: 500 Sudac: Gatelis, Mazeika |

| 26. siječnja 2009. 20:00 |             |                   |                                                                           |
| Rusija                   | 27:31       | Egipat            | Športska dvorana Žatika, Poreč Broj gledatelja: 1,000 Sudac: Opava, Valek |
| Igropulo 8               | (Izvještaj) | El-Ahmar, Rabie 6 | Športska dvorana Žatika, Poreč Broj gledatelja: 1,000 Sudac: Opava, Valek |